# Klim Kostin
Klim Siergiejewicz Kostin, ros. Клим Сергеевич Костин (ur. 5 maja 1999 w Penzie) – rosyjski hokeista.

## Kariera
- CSKA Moskwa do lat 16 (2014-2015)
- CSKA Moskwa do lat 17 (2015-2016)
- HK MWD Bałaszycha (2015-2016)
- Dinamo Moskwa (2016)
- Dinamo Bałaszycha (2016)
- San Antonio Rampage (2017-2020)
- St. Louis Blues (2016–2019)
- Awangard Omsk (2020-2021)
- St. Louis Blues (2021-)
  -  Springfield Thunderbirds (2021-2022)
- Edmonton Oilers (2022-)

Wychowanek Dizelu Penza w rodzinnym mieście. Karierę rozwijał w zespołach juniorskich Dinama Moskwa oraz w klubie HK MWD Bałaszycha w juniorskiej lidze MHL. W drafcie do kanadyjskich rozgrywek juniorskich CHL z 2016 został wybrany przez klub Kootenay Ice (z ligi WHL) z numerem 1. Pozostał w Rosji i w wieku 17 lat zadebiutował w KHL w barwach Dinama Moskwa. Tym niemniej grał tylko w pierwszej fazie sezonu 2016/2017 (w MHL, KHL i WHL). W drafcie NHL z 2017 został wybrany przez amerykański klub St. Louis Blues. Na początku lipca 2017 podpisał trzyletni kontrakt wstępujący z tym klubem. Przez trzy kolejne sezony występował jednak głównie w lidze AHL w barwach San Antonio Rampage, natomiast w SLB w NHL zagrał tylko cztery mecze w listopadzie 2019. We wrześniu 2020 związał się rocznym kontraktem z Awangardem Omsk. Pod koniec sezonu NHL (2020/2021) w maju 2021 powrócił do Blues. W drużynie grał w NHL nadal w edycji 2021/2022, a równolegle występował też na farmie Springfield Thunderbirds w AHL. W lipcu 2022 przedłużył kontrakt z SLB o rok. W październiku 2022 został przetransferowany do Edmonton Oilers w toku wymiany za swojego rodaka, Dmitrija Samorukowa.
Uczestniczył w turniejach mistrzostw świata do lat 17 edycji 2016, mistrzostw świata juniorów do lat 18 edycji 2016, mistrzostw świata juniorów do lat 20 edycji 2018, 2019.

## Sukcesy
Reprezentacyjne
- Srebrny medal mistrzostw świata juniorów do lat 17: 2016
- Brązowy medal mistrzostw świata juniorów do lat 20: 2018

Klubowe
- Puchar Gagarina – mistrzostwo KHL: 2021 z Awangardem Omsk
- Złoty medal mistrzostw Rosji: 2021 z Awangardem Omsk
- Finał o Puchar Caldera w AHL: 2022

Indywidualne
- Mistrzostwa Świata Juniorów w Hokeju na Lodzie 2018/Elita:
  - Piąte miejsce w klasyfikacji strzelców turnieju: 5 goli[8]
  - Ósme miejsce w klasyfikacji kanadyjskiej turnieju: 8 punktów[9]
  - Ósme miejsce w klasyfikacji +/- turnieju: +7[10]
  - Jeden z trzech najlepszych zawodników reprezentacji w turnieju[11]
- Mistrzostwa Świata Juniorów w Hokeju na Lodzie 2018/Elita:
  - Jeden z trzech najlepszych zawodników reprezentacji w turnieju[12]
- KHL (2020/2021):
  - Najlepszy pierwszoroczniak miesiąca - luty 2021[13]
  - Najlepszy pierwszoroczniak etapu - finały konferencji[14], finał o Puchar Gagarina[15]
  - Pierwsze miejsce w klasyfikacji minut kar w fazie play-off: 44[16]
  - Pierwsze miejsce w klasyfikacji wykonanych uderzeń ciałem w fazie play-off: 99[17]